# Diplonemidae
Famille
Les Diplonemidae sont une famille d'Euglénozoaires de l’ordre des Diplonemida  (classe des Diplonemea ).

## Étymologie
Le nom de la famille vient du genre type Diplonema, dont Griessmann, créateur du genre en 1913, n'a pas précisé le sens. Cependant il est possible d'expliciter le nom comme composé de Diplo-, dérivé du grec δίπλοος / diplous « double », et de -nema, de νῆμα / nema « fil, filament », littéralement « double filament », en référence à une caractéristique morphologique de ces protistes : ils possèdent généralement deux flagelles bien visibles, lesquels sont souvent associés à leur locomotion,.

## Description
En 1913, Griessman a décrit le Diplonema (genre type de la famille des Diplonemidae) « comme un petit protiste incolore, effilé vers l'extrémité antérieure, présentant un métabolisme et possédant deux courts flagelles insérés subapicalement et issus d'une fosse flagellaire. L'espèce type a été désignée sous le nom de Diplonema breviciliata ».
Le genre Diplonema est considéré comme synonyme du genre Isonema en raison de leurs caractéristiques ultrastructurales communes suivantes :
1. deux flagelles courts dépourvus de bâtonnets paraflagellaires et naissant d'une poche en position subapicale,
2. une mitochondrie périphérique avec des crêtes aplaties,
3. un complexe pharyngé avec des éléments de soutien disposés en forme de rosette partielle contenant quatre ailettes et entourés d'un cylindre semi-circulaire de microtubules,
4. une poche renforcée par des microtubules naissant de la poche flagellaire,
5. une pellicule sous-tendue par une seule rangée de microtubules interconnectés
6. un noyau avec un grand nucléole et des agrégats denses de chromatine[3].

## Liste des genres
Selon IRMNG (29 avril 2025) :
- Diplonema Griessmann, 1913 : genre type
  - Genre synonyme : Isonema Schuster, Goldstein & Hershenov, 1968[3] nom. illeg.
  - Espèce type : Diplonema papillatum (Porter, 1973) Triemer & Ott, 1990[3],[5]
- Flectonema Tashyreva, Prokopchuk, Horák & Lukeš in Tashyreva et al., 2018
- Lacrimia Tashyreva, Prokopchuk, Horák & Lukeš in Tashyreva et al., 2018
- Metadiplonema Tashyreva, Simpson, Horák & Lukeš in Tashyreva et al., 2022
- Paradiplonema Tashyreva, Simpson, Horák & Lukeš in Tashyreva et al., 2022
- Rhynchopus Skuja, 1948
- Sulcionema Tashyreva, Prokopchuk, Horák & Lukeš in Tashyreva et al., 2018

## Systématique
Le nom valide de ce taxon est Diplonemidae Cavalier-Smith, 1993.
Diplonemidae a pour synonyme Rhynchopodaceae Skuja 1948 ex Cavalier-Smith 1993